# Délice Paloma
Délice Paloma è un film del 2007 diretto da Nadir Moknèche.
Pellicola di produzione algerino-francese, girato in lingua francese dal regista franco-algerino Moknèche.

## Trama
La storia di Madame Aldjéria, regina dei piccoli traffici ad Algeri, con il suo passato, splendori e sogni, e la sua caduta, sullo sfondo di un Paese visto dall'indipendenza ad oggi. Quando pensa di mettere le mani, per il suo clan, sulle terme di Caracalla di Fouka... be', questo è troppo.

## Distribuzione
Presentato al 28º Festival di cinema africano di Verona e al Festival di Cannes.

## Riconoscimenti
- Balafon Festival
  - Miglior lungometraggio
  - Migliore attrice protagonista con Bayouna
  - Migliore fotografia
- Premi Lumière 2008
  - Miglior film francofono